# Торф'яні родовища
Торф'яне родовище, торфо́вище, торф'яни́к, рідко торфови́к — ділянка земної поверхні, для якої характерне надлишкове зволоження, наявність торф'яного покладу й рослинного покриву, що складається з вологофобних рослин-торфоутворювачів, відмираючи вони не піддаються повному розпаду й у напіврозкладаному стані утворюють торф. 
У процесі торфоутворення інтенсивність розкладання рослин неоднакова. Частина рослин добре зберігається в торфі — це головним чином сфагнові й гіпнові мохи. У більшості трав'янистих рослин (осока, очерет, пухівка, шейхцерія та ін.) зберігаються лише залишки підземних частин — корінь, корневище (або навіть тільки епідерміс корневищ), наземні їх частини піддаються розпаду; у деревних порід добре зберігається лише кора, деревина ж тільки у хвойних.

## Класифікація
Торфовища розрізняють за походженням: озерного походження, які виникли на місці водоймищ у зв'язку з їх заторфовуванням, і суходільного походження, які виникли на мінеральних ґрунтах у зв'язку із заболочуванням лісів, лук. При сталості водно-мінерального режиму протягом існування торфовищ створюються торф'яні поклади, однорідні за своєю будовою на всю глибину. При зміні водно-мінерального режиму у зв'язку з ростом торфовища угору, зі змінами загальнокліматичних або місцевих умов (підняття або опускання рівня ґрунтових вод, підпруження струмків і рік або їх обміління, заторфовування) виникають поклади з торфом різних видів, а іноді й торфом різних типів. Перші називають простими покладами, другі — складними.
Торфові родовища поділяють: за розміром площі — на дрібні (до 100 га), середні (від 100 до 1000 га) і великі (понад 1000 га); за величиною запасів — на дрібні (до 10), середні (від 10 до 100 млн т) і великі (понад 100 млн т).
Основні характеристики торфових родовищ:
1. типи рослинного покриву (низинний, перехідний, верховий) і його склад (деревний, трав'яний, моховий яруси);
2. площа; мікрорельєф (грудкуватий, рівний, тощо);
3. ступінь обводнення;
4. к-ть, конфігурація і потужність мінеральних наносів;
5. стратиграфія торфових відкладів;
6. кількісні і якісні параметри покладу і інш.

У залежності від геоморфологічних умов залягання Т.р. поділяють на заплавні, терасні, моренні і інш. Т.р. можуть у процесі розвитку сполучатися і утворювати «системи» Т.р. — торфові масиви.
За умовами водно-мінерального живлення розрізняють торфовища низинні, перехідні й верхові. Низинні торфовища утворюються в умовах обводнювання сильно мінералізованими (твердими) водами: ґрунтовими, поверхнево-стічними, річковими або озерними. Ці торфовища покриті вимогливими до мінерального режиму рослинами (вільха чорна, береза пухнаста, очерет, хвощ, деякі види осоки, зелені мохи). По відмиранні з них утвориться порівняно високозольний низинний торф. Торф'яні родовища цього типу розвиваються в зниженнях рельєфу: у заплавах рік або в улоговинах на вододілах і мають найчастіше плоску поверхню. Торфовища перехідного типу виникають в умовах обводнювання поверхнево-стічними й ґрунтовими водами, але слабко мінералізованими. Торфовища верхового типу утворюються в умовах обводнювання слабко мінералізованими (м'якими) водами, у загальній сумі яких переважають атмосферні опади. Рослинний покрив їх складається з маловимогливих до мінерального живлення рослин (сосна, деякі види сфагнових). Торфовище верхового типу утворюються на більш піднятих елементах рельєфу (на вододілах, на терасах рік), поверхня їх звичайно опукла. Крім того, торфовища розрізняють за походженням: озерного походження, тобто які виникли на місці водоймищ у зв'язку з їх заторфовуванням, і суходільного походження, тобто які виникли на мінеральних ґрунтах у зв'язку із заболочуванням лісів, лугів. При сталості водно-мінерального режиму протягом існування торфовищ створюються торф'яні поклади, однорідні за своєю будовою на всю глибину. При зміні водномінерального режиму у зв'язку з ростом торфовища нагору, зі змінами загальнокліматичних або місцевих умов (підняття, або опускання рівня ґрунтових вод, підпруження струмків і рік, або їхнє обміління, заторфовування) виникають поклади з торфом різних видів, а іноді й торфом різних типів. Перші називають простими покладами, другі — складними.
Всі види торф'яних покладів об'єднані в 4 типи:
- низинний,
- перехідний,
- змішаний,
- верховий.

До низинного типу відносять поклади: а) складені низинним торфом; б) прикриті перехідним торфом, але не більше ніж на половину загальної глибини торфу; в) прикриті верхівковим торфом на глибину до 0,5 м.
До перехідного типу відносять поклади, складені більш ніж наполовину перехідним торфом, якщо шар, що прикриває верхівковий торф становить не більше 0,5 м.
До змішаного типу відносять поклади, нашаровані в основному низинним або перехідним торфом, прикритим зверху торфом верхівковим, потужність якого перевищує 0,5 м, але становить менше половини загальної глибини покладу.
Верхівковими (верховими) називаються поклади складені верхівковим торфом.
За розташуванням торфових родовищ торфовища розташовуються на різних елементах рельєфу.
Основні категорії родовищ, відрізняються за геоморфологічними ознаками і утворюють наступний класифікаційний ряд від заплав до вододілу:
- родовища заплавні,
- родовища надзаплавних терас,
- родовища вододілів.

Заплавні родовища завжди низинні й звичайно багатозольні.
Родовища перших надзаплавних терас розташовуються близько до підошви схилу другої надзаплавної тераси й приймають в себе ґрунтові води які тут виникають. Поклади цих родовищ звичайно повністю складені торфом лісової групи (частіше — 1 вільховим), відрізняються високою зольністю. Джерелом водного живлення родовищ других надзаплавних терас, розташованих на схилах від другої тераси до першої, є атмосферні опади, води поверхневого стану. Ці родовища складені шейхцерієвим і сфанговим низинним торфом невисокої зольності (5 — 7 %).
Родовища центральних частин других надзаплавних терас, залягаючи в неглибоких зниженнях на потужних відкладеннях, майже позбавлені доступу ґрунтових вод і розвиваються як верхові. Характерною рисою цих родовищ є опукла поверхня з перевищенням центральних ділянок над окраїнами на 2-3 м.
Притерасні родовища других надзаплавних терас розташовуються близько підошви схилу третьої тераси або вододілу. Низинний торф складає більшу частину покладу, верхні ж представлені верхівковим торфом. У покладі переважає змішаний тип будови.
Торфовища схилів вододілів і рівнин займають звичайно великі площі, досягаючи декількох тисяч гектарів при значній глибині покладу. Будова їх досить різноманітна. Частіше більша їхня частина складена верхівковим торфом, менша переважно болотним. Частіше в основі покладу спостерігаються відкладення сапропелю. При збагаченому досить постійному мінеральному режимі ці торфовища розвиваються як низинні.
Торфовища в проточних улоговинах мають подовжену форму, їх оточують береги сильно підняті над поверхнею торфовища. Низинний поклад, болотного підтипу торфовища, локалізується у вододільних безстічних улоговинах, приурочений до районів корінних відкладень. Від родовищ стічних западин вони відрізняються тим, що оточені досить високими мінеральними берегами виключаючи можливість стоку вод.
У ярах торфовища найбільше поширені в лісостеповій зоні. При живленні ґрунтовими водами вони завжди представлені низинними, сильно озоленими покладами.